# Кејп Корал (Флорида)
Кејп Корал (енгл. Cape Coral) град је у америчкој савезној држави Флорида. По попису становништва из 2010. у њему је живело 154.305 становника.

## Демографија
Према попису становништва из 2010. у граду је живело 154.305 становника, што је 52.019 (50,9%) становника више него 2000. године.
|                   | 2010.            | 2000.            |
| Укупно            | 154 305 (100,0%) | 102 286 (100,0%) |
| Белци             | 113 476 (73,54%) | 89 535 (87,53%)  |
| Хиспаноамериканци | 30 017 (19,45%)  | 8 521 (8,331%)   |
| Афроамериканци    | 6 594 (4,273%)   | 2 046 (2,000%)   |
| Азијати           | 2 339 (1,516%)   | 938 (0,917%)     |
| Остали            | 1 879 (1,218%)   | 1 246 (1,218%)   |